# Andrew Herries, 2. Lord Herries of Terregles
Andrew Herries, 2. Lord Herries of Terregles (* um 1477; † 9. September 1513 in der Schlacht von Flodden Field), war ein schottischer Adliger.

## Leben
Er war der älteste von vier Söhnen des Herbert Herries, 1. Lord Herries of Terregles (um 1460–1505), aus dessen erster Ehe mit Mariot Carlyle († nach 1486), Tochter des John Carlyle, 1. Lord Carlyle of Torthorwald. Als sein Vaters spätestens im Juni 1505 starb, erbte er dessen Adelstitel als 2. Lord Herries of Terregles.
1507 wurde er zum Outlaw erklärt, nachdem er George Sinclair, Laird von Highfield im heutigen North Ayrshire, getötet hatte. Dank Vermittlung der französischen Königin Anne de Bretagne wurde er schließlich Ende 1508 begnadigt.
1513 beteiligte er sich im Heer König Jakobs IV. an dessen Feldzug nach England und wurde dabei, ebenso wie zwei seiner jüngeren Brüder und sein König, in der Schlacht von Flodden Field getötet.

## Ehen und Nachkommen
1494 heiratete er in erster Ehe Beatrix Herries, Tochter des George Herries, Laird of Terraughtie. Die Ehe wurde, da er wegen zu enger Blutsverwandtschaft keinen päpstlichen Dispens erhielt, im November 1495 annulliert, weswegen ihr gemeinsamer Sohn Andrew Herries († 1528) als unehelich galt.
Ende 1495 heiratete er in zweiter Ehe Lady Janet Douglas, Tochter des Archibald Douglas, 5. Earl of Angus. Mit ihr hatte er eine Tochter, Elizabeth Herries († nach 1517).
Nach Janets Tod heiratete er in dritter Ehe Nichole Home († nach 1529), Tochter des Alexander Home, 2. Lord Home. Mit ihr hatte er einen Sohn und Erben, William Maxwell, 3. Lord Herries of Terregles († 1543), und eine Tochter, Margaret Herries, die um 1521 Gilbert Maclellan heiratete.
Seine Witwe heiratete spätestens im Januar 1516 Hon. Patrick Hepburn of Bolton († 1576), Sohn des Patrick Hepburn, 1. Earl of Bothwell.